# Lutomyia distincta
Lutomyia distincta är en tvåvingeart som beskrevs av Garrett 1924. Lutomyia distincta ingår i släktet Lutomyia och familjen myllflugor.
Artens utbredningsområde är Washington. Inga underarter finns listade i Catalogue of Life.